# Toki no tsubasa
«TToki no tsubasa» es el cuarto sencillo de la cantante japonesa de I've Sound, Kaori Utatsuki. Este sencillo fue publicado el día 29 de diciembre del año 2011, en el Comiket de Tokio de aquel año, siendo junto con Got it!, sencillo de Rin Asami el segundo de los trabajos expuestos por I've en dicho evento.
Se trata del segundo sencillo que la cantante publica sin ser utilizado en ninguna serie de anime, pues las tres canciones que forman parte del tracklist, son totalmente originales.
Es también el primer sencillo de Kaori Utatsuki en el que tanto la letra como la composición de las canciones corren a cargo de la misma cantante. Por otro lado, la vocalista se codea en este sencillo con nuevos colaboradores como es el caso de Sorma N1, que ya había sido productor y arreglista con anterioridad de algunas canciones de Eiko Shimamiya.

## Canciones
1. Toki no tsubasa
Letra y composición: Kaori Utatsuki
Arreglos: Takuya Machida
2. Egao wo Ta·Ka·Ra·Mo
Letra y composición: Kaori Utatsuki
Arreglos: Tomoyuki Nakazawa y Takeshi Ozaki
3. Hoshizora no serenade
Letra y composición: Kaori Utatsuki
Arreglos: SORMA N.º 1